# FAP Priboj
Fabrika automobila Priboj (en serbe cyrillique : Корпорација Фабрика Аутомобила Прибој а.д.) en abrégé FAP, est un constructeur serbe de véhicules militaires dont le siège est à Priboj.
Produisant initialement des modèles de camions Saurer sous licence, elle a ensuite fabriqué des camions Mercedes-Benz NG sous licence. FAP est désormais détenue majoritairement par le Gouvernement de la Serbie et fait partie de "l'industrie de la défense de la Serbie".

## Histoire

### 1952-1970: les premières années

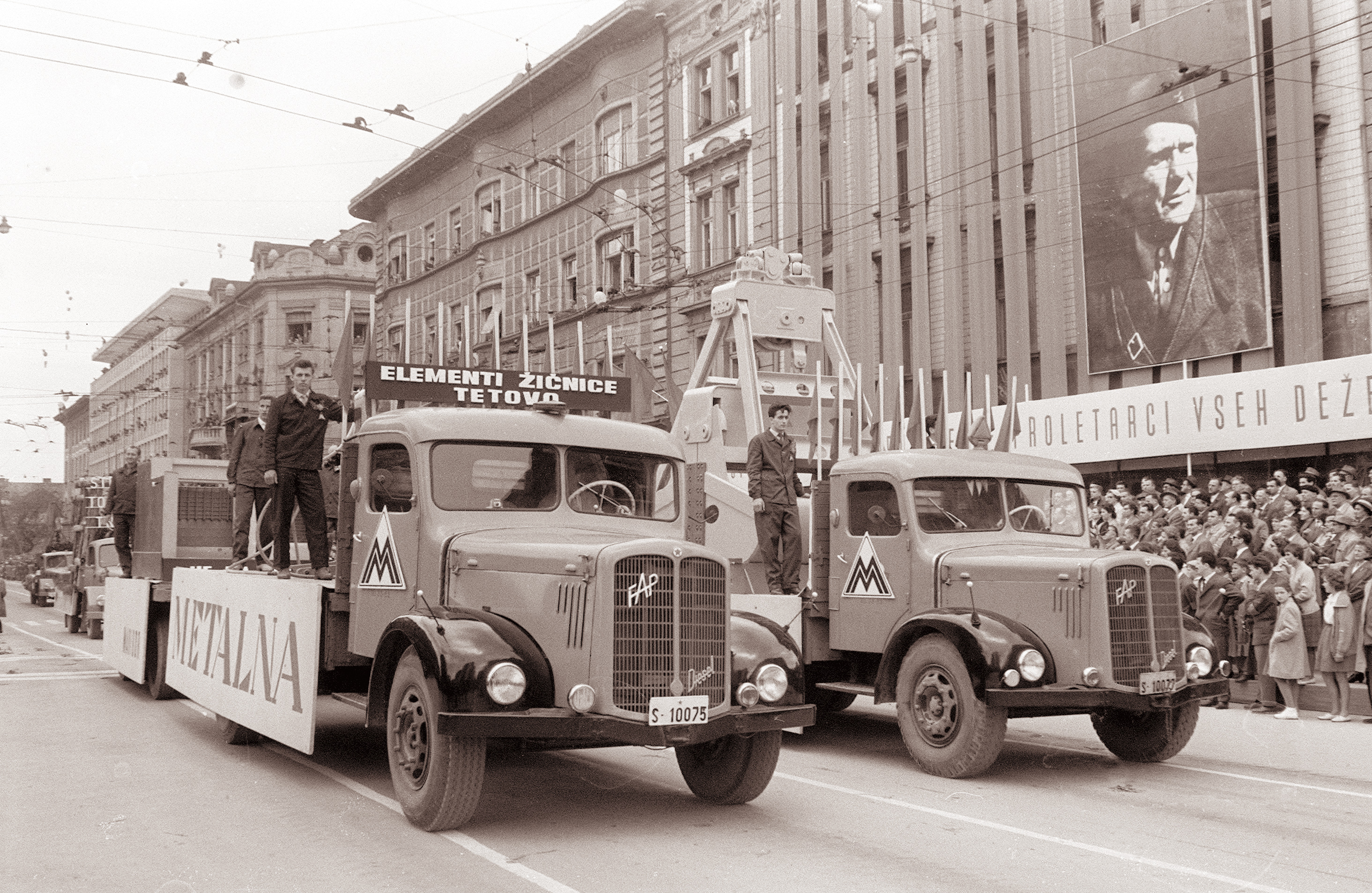
Camions FAP 6G lors du défilé du 1er mai 1961 à Ljubljana

Créée en 1952 par décret de la République fédérative socialiste de Yougoslavie, dès le 30 octobre 1953, les premiers camions ont été produits sur la base d'une licence de Saurer. Les modèles étaient les FAP 4G et 6G de 4 et 6 tonnes. En 1959, l'usine a été agrandie et la capacité de production annuelle a augmenté jusqu'à 3.600 véhicules. En 1961, le groupe de constructeurs de véhicules et de moteurs "ITV" a été formé avec FAP comme partenaire. Les premiers véhicules FAP de conception nationale FAP 10B et FAP 15B ont été lancés en production en série en 1965. Le FAP 18B a été fabriqué avec un moteur Leyland produit sous licence par FAMOS. En 1970, un contrat de production, de coopération technique et financière est signé avec Daimler-Benz. Le premier produit de FAP basé sur un modèle Daimler-Benz fut le LP.1113 suivi par les MB.1213 et O.302. En 1975, une nouvelle usine pour porter la capacité de fabrication annuelle à 10.000 véhicules. Le contrat de licence avec Mercedes-Benz a été renouvelé en 1976 pour la production de véhicules de 12 à 26 tonnes. De nombreux modèles ont été produits comme les FAP 1616, 1620, 1626, 1921, 1926, 2226 et 2626. Avec la collaboration entre FAP et l'Institut technique militaire de Belgrade en 1978, des véhicules militaires spéciaux FAP 2026/6×6 ont été développés et produits dans différentes variantes pour satisfaire les différents corps de l'armée. FAP a produit différents châssis  utilisés dans les usines de Zagreb, Skopje et Belgrade pour la production d'autobus et autres véhicules. En 1986, la licence avec Mercedes-Benz a été à nouveau renouvelée pour produire de nouveaux véhicules de 12 à 26 tonnes. En 1984, FAP agrandissait à nouveau l'usine dans la zone industrielle "Manovica". L'entreprise s'est diversifiée avec la production de remorques de 20 à 70 tonnes de sa propre conception. Les camions et autres produits FAP ont été exportés dans le monde entier. Le plus puissant de tous les camions FAP était le FAP 3642 homologué pour 75 tonnes.

### Années 1970-1990: Succès à l'exportation
Le 15 juillet 1970, FAP s'est engagé dans une coopération financière avec d'autres entreprises yougoslaves : "FAMOS" (SR Bosnie-Herzégovine), " Autokaroserija " (SR Croatie), " 11 oktomvri " (SR Macédoine). Sur le plan international, FAP a réalisé des exportations sur les marchés africains : Égypte, Tanzanie, Soudan, Tunisie, Libye et Nigeria.
L'endurance des camions FAP a été testée dans le Désert de Gobi lors de l'expédition 1995-1996 "Putevi sveta - Sur les voies du monde", avec le FAP 2026 GC/B 6X6 qui a été produit en coopération avec Ikarbus. Le but de cette expédition était de relier Priboj - Belgrade - Moscou - Oulan Bator - Pékin - Dalyan - Belgrade - Priboj. Cet objectif a été atteint en seulement 139 jours pendant l'hiver.

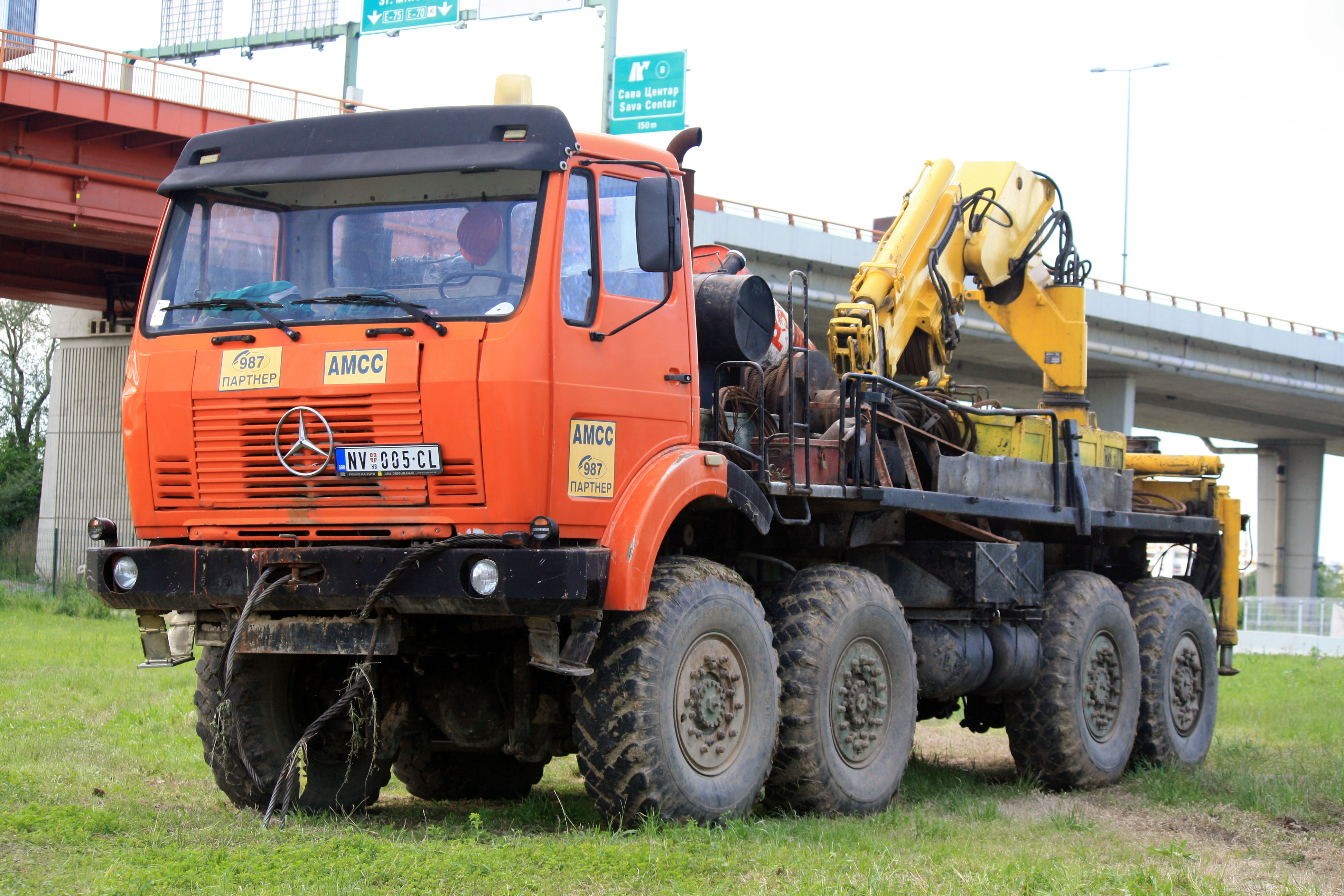
Camion FAP sous licence Mercedes-Benz

Parmi tous les camions FAP, le FAP 1626 est celui qui a remporté les plus grands succès sportifs, avec moteur V8 Mercedes. Au cours des années 80, PIK "Belje" a remporté plusieurs victoires dans le Championnat d'Europe FIA de courses de camions en Hongrie et en Espagne avec Vlado Čugalj comme pilote.

### Années 1990-2010: Fonctionnement limité

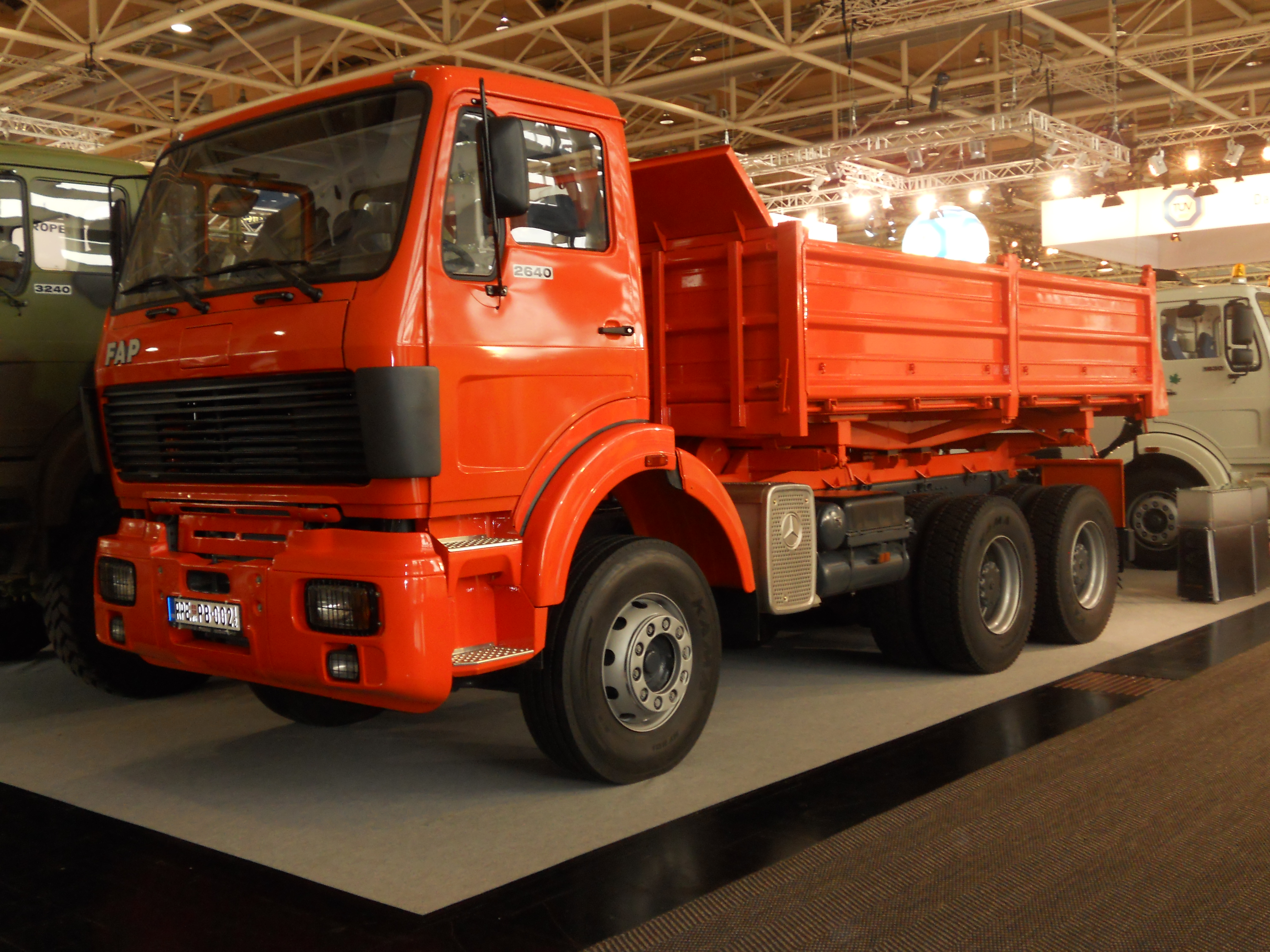
Tombereau rigide FAP 2640, copie du Mercedes-Benz NG, exposé à l'IAA 2012 de Hanovre, Allemagne

Lors de graves problèmes économiques en Serbie dans les années 1990, FAP a perdu de nombreux marchés et s'est considérablement affaibli en termes de recherche et de production. Au cours des années 2000, le constructeur a proposé de nombreuses variantes de véhicules basés sur les anciens modèles Mercedes, avec des moteurs d'origine Mercedes-Benz, Cummins, MAN ou Famos, FAP a produit des véhicules à usage civil et pour l'exportation.
Les lignes de production ont assemblé des véhicules militaires et civils, mais également des châssis et des composants pour remorques (essieux, transmissions, pièces de rechange, cabines, pièces de construction navale, etc.). Tous les véhicules produits avaient des moteurs de type EURO 3, EURO 4 ou EURO 5.

### 2014-présent: production à vocation militaire
En 2014, le constructeur de camions finlandais Sisu Ab a fait une offre de rachat de FAP, en coopération avec le gouvernement de Serbie. Les négociations ont échoué en raison de désaccords stratégiques entre les parties. Au fil des ans, le gouvernement serbe s'est efforcé de relancer l'entreprise sur des bases saines. Dans ce processus, plus de 1.000 salariés ont quitté l'entreprise avec des indemnités de départ.
Depuis 2016, FAP est devenu un prestataire pour l'armée serbe et assure la révision de ses véhicules. En décembre 2017, FAP a livré dix nouveaux camions à l'armée serbe, dans le cadre d'un contrat de 2,5 millions de dollars avec le ministère de la Défense de Serbie.

## Produits

### Modèles militaires

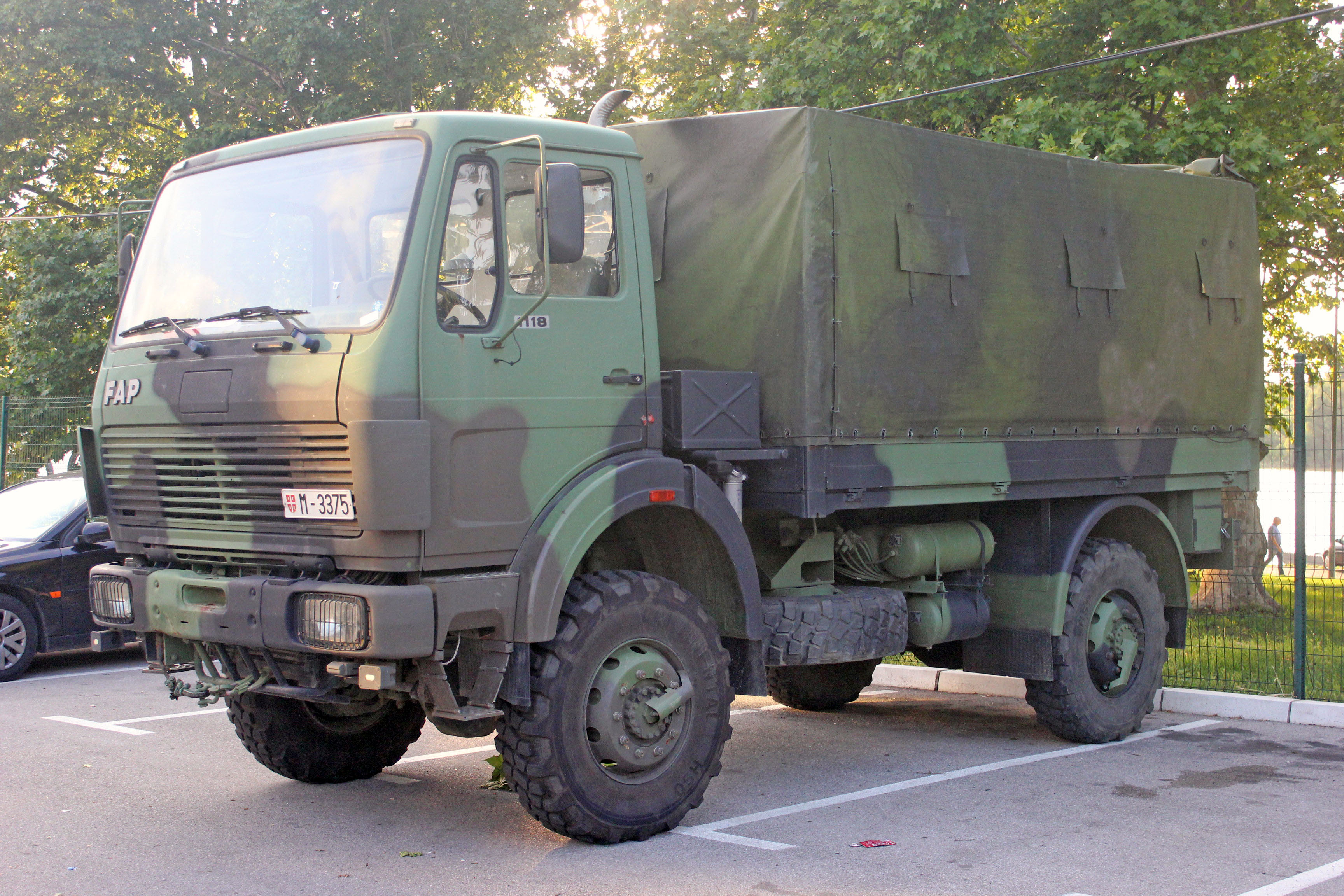
Camion militaire FAP 1118

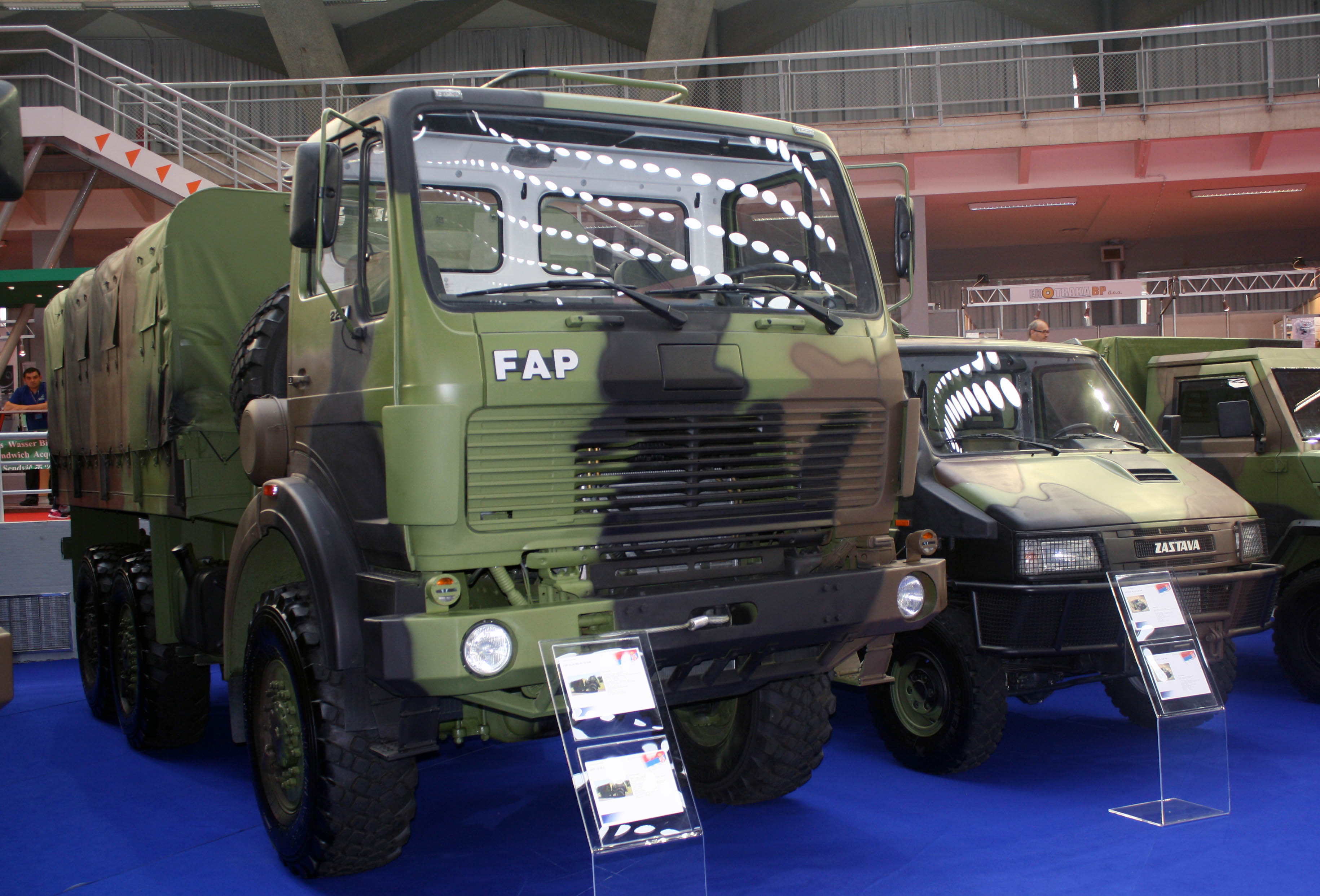
Camion militaire FAP 2228 et sur la droite un Zastava Turbo Rival (IVECO Daily)

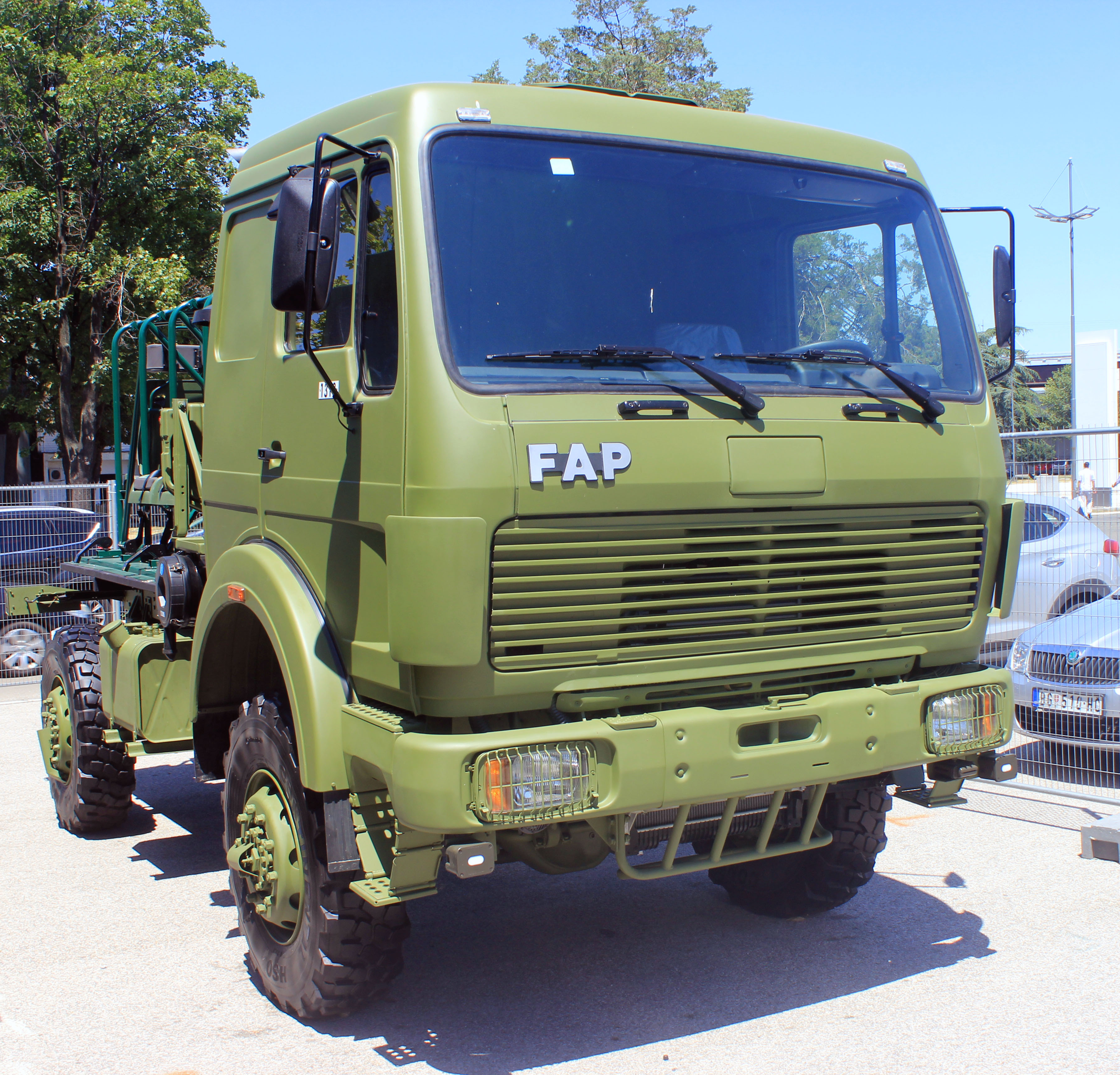
Camion militaire FAP 1318 BDS-AV au salon de la défense Partner 2017

- 1118
- 2228
- 3240
- 1318

### Modèles civils

#### Camions porteurs
- 1318 B/42 - moteur OM 904 LA EU3 ou OM 904 LA EU5
- 1824 BD/48 4x2 - moteur OM 906 LA EU5
- 1828 BD/48 4x2 - moteur MB OM 906 LA EU3
- 1829 BD/48 4x2 - moteur OM 906 LA EU5
- 2235 BD/45 6x2 - moteur OM 457 LA EU3
- 2236 BD/45 6x2 - moteur ISL 8.9 EU5 360

#### Camions tracteurs routiers
- 1836 BDT/32 4x2 - moteur OM 457 LA EU3
- 1840 BDT/32 4x2 - moteur OM 457 LA EU3
- 2636 BDT/32 6x4 - moteur OM 457 LA EU3
- 2636 BDT/32 6x4 - moteur OM 457 LA EU3

#### Camions benne
- 1318 BK/36 4x2 - moteur OM 904 LA EU3 ou OM 904 LA EU5
- 1418 BSK/36 4x4 - moteur OM 904 LA EU3 ou OM 904 LA EU5
- 2024 BK/38 4x2 - moteur OM 906 LA EU5
- 2024 BSK/38 4x4 - moteur OM 906 LA EU5
- 2629 BK/32 6x4 - moteur OM 906 LA EU5
- 2630 BK/32 6x4 - moteur ISB 6.7 E5 300
- 2636 BK/32 6x4 - moteur OM 457 LA EU5
- 3036 BK/32 6x4 - moteur OM 457 LA EU5
- 3240 BKM/32 6x4 - moteur OM 457 LA EU5 ou CUMMINS ISLe4 + 400 EU4
- 4140 BKM/45 8x4/4 - moteur OM 457 LA EU5

### Autobus
FAP produit une large gamme d'autobus urbains, de banlieue, interurbains & minibus.
- Bus urbain A-537.4 CNG - moteur CUMMINS –CGe4-280 –Euro 4
- City Bus A-537.3 - moteur MB OM 457 hla EU3 ou MAN D2066LUH 11 EU4
- Bus urbain A-537.5 - moteur OM 457h LA EU5
- Bus urbain à un étage surbaissé A-547.3 - moteur MB OM 457h LA EU3 ou MAN D2066 LUH 12 EU4
- Bus urbain à double plancher surbaissé A-559.4 - moteur MAN D2066 LUH 12 EU4
- Midibus A-402 - moteur CUMMINS B180-20

### Châssis
- Châssis A-918 Type de moteur Cummins B 180 - 20

## Modèles historiques

### Camions militaires

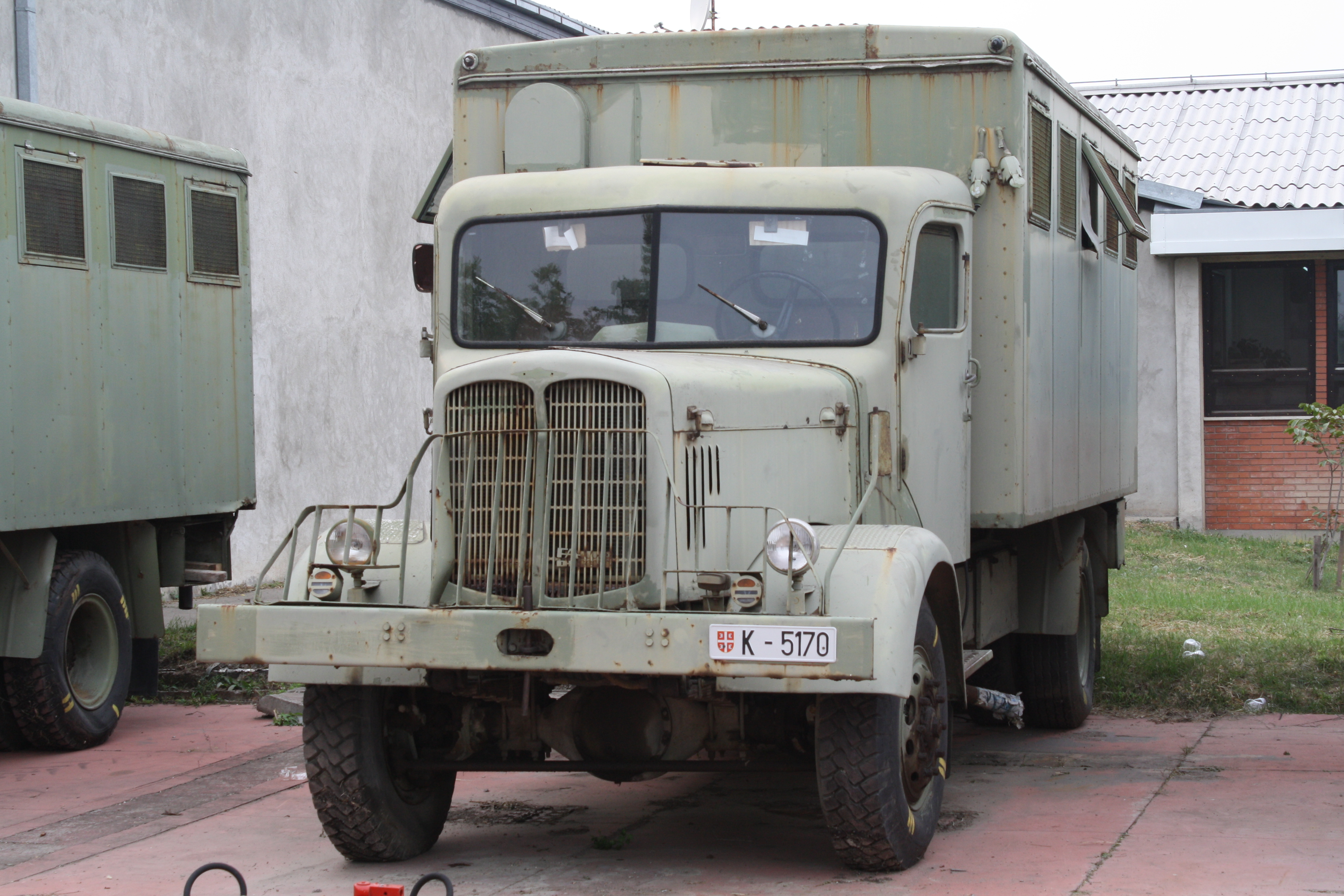
Camion FAP 13

- 13
- 13-14K
- 18
- M930
- 1117 (prototype 4x4)
- 2026 (6x6)
- 2832 (8x8)

### Modèles civils
- 4G
- 6G
- 10B
- 15B
- G.1100
- 13

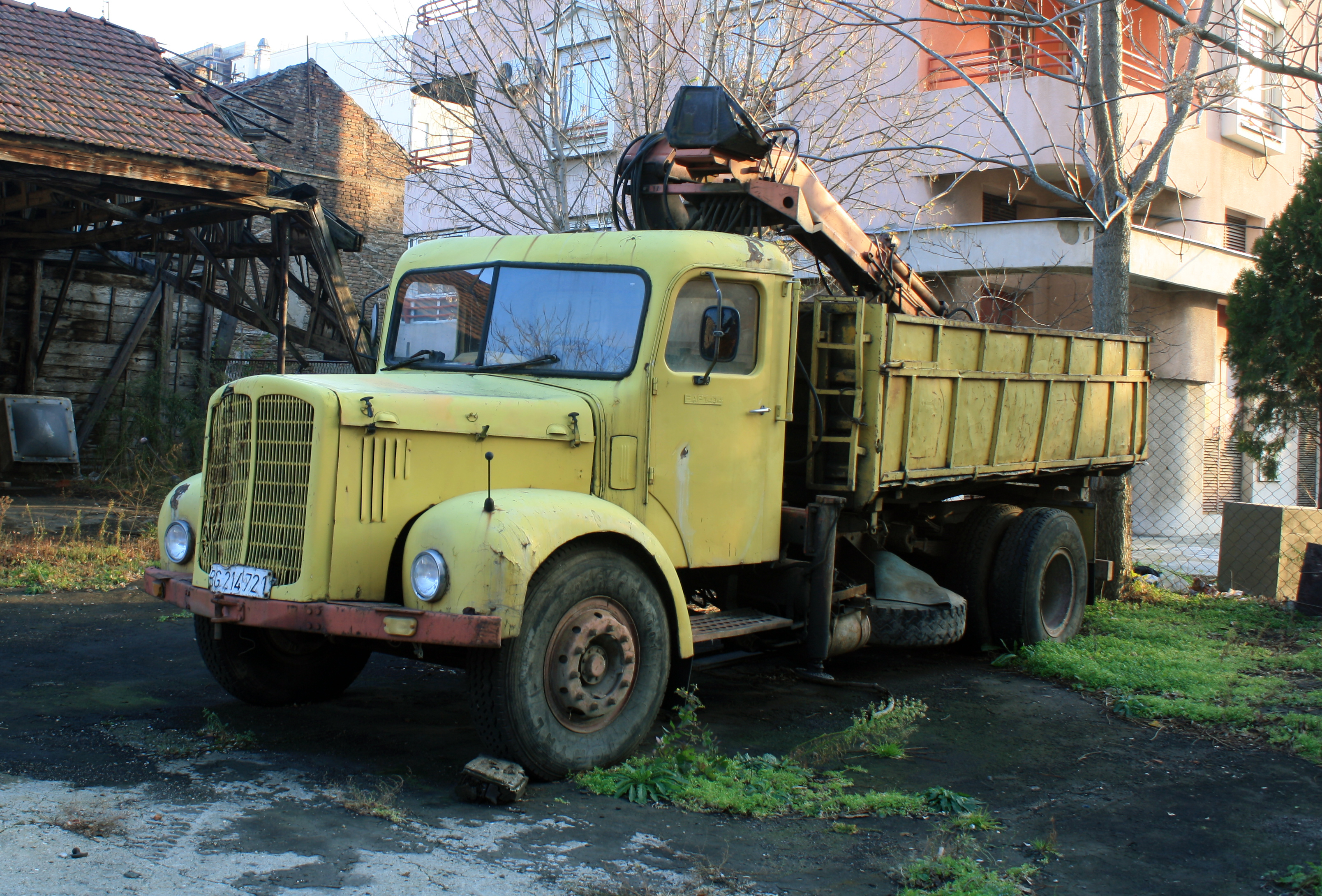
Camion FAP 1414

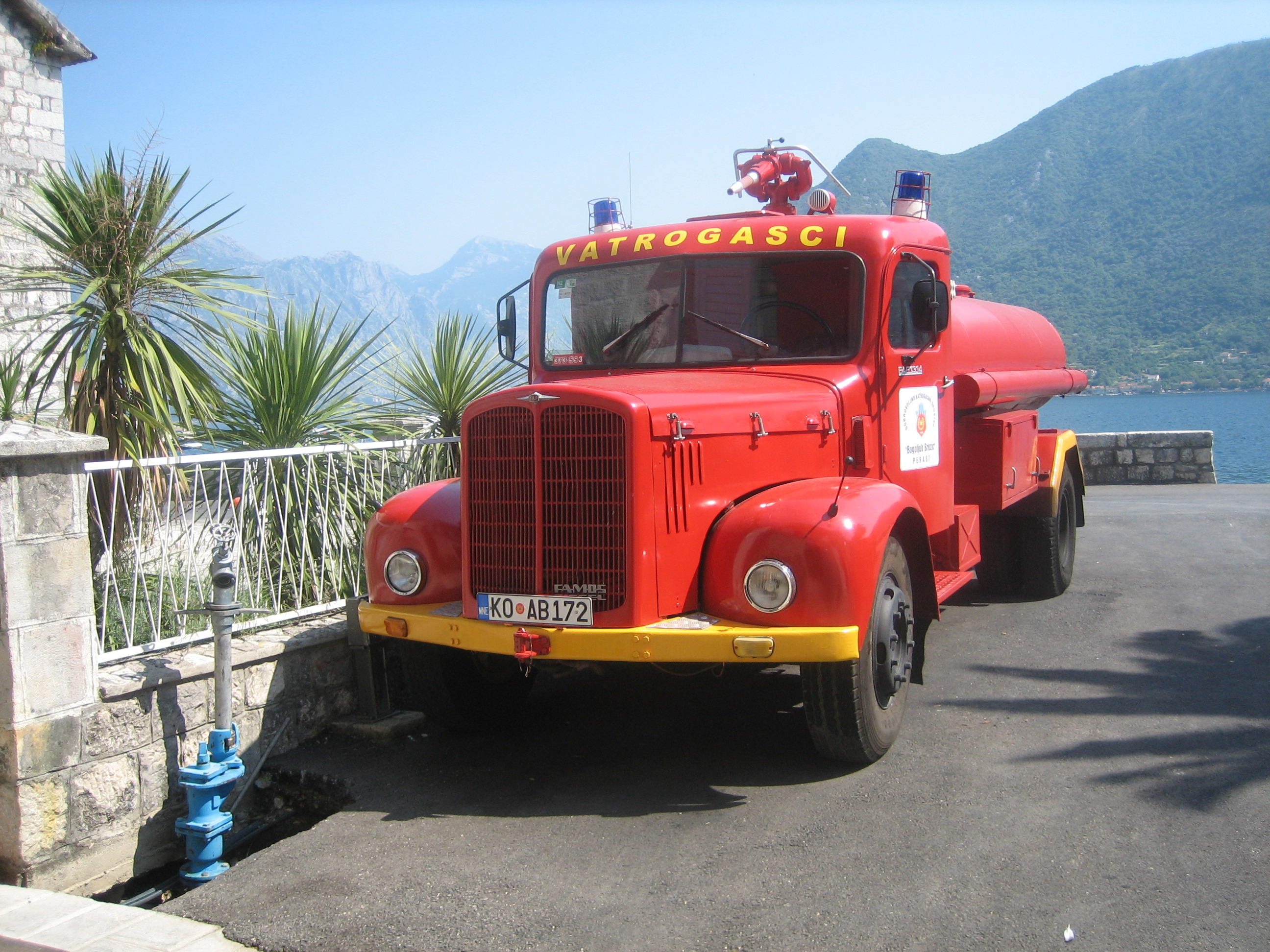
Camion de pompiers FAP 1314 à Perast, Monténégro

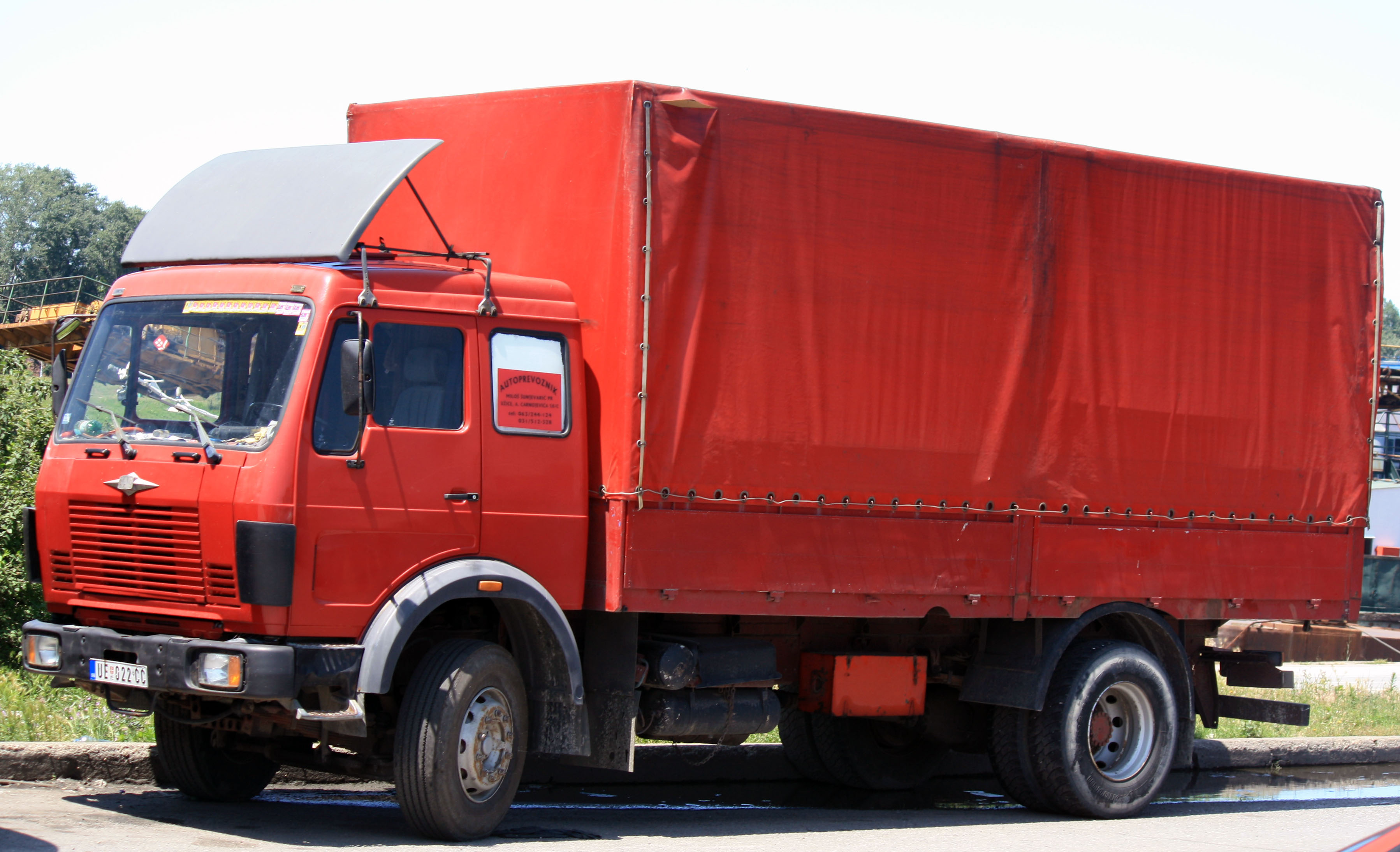
Camion FAP 1620

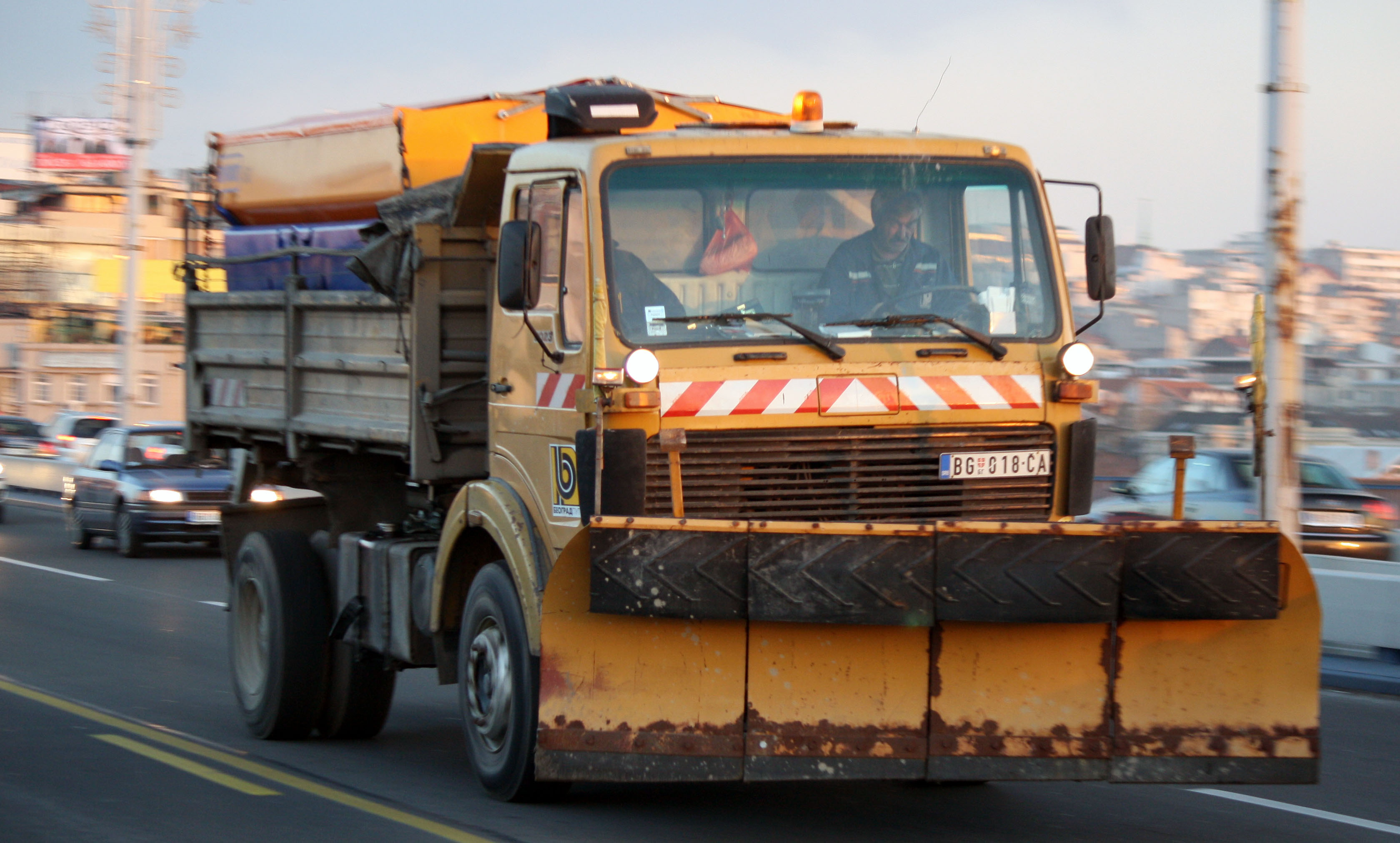
Camion FAP 2023 RBK

- 18 (moteur Leyland fabriqué sous licence)
- LP1113
- Mo 1213
- O 302
- 1620
- 1621
- 1820
- 1823
- 1835 RBDT
- 2640 RBDT
- 1922 RBSK
- RBK 2021
- RBK 2023

FAP 2023 RBK
- 2228
- 2635 RDT
- 2628 RBK
- 2632 RBK
- 2635 RBK
- 3035 RBK
- A-637
- A-777